# Ruurd van der Noord
Ruurd van der Noord (Leeuwarden, 4 november 1951) is een Nederlands fotograaf. en docent aan de Koninklijke Academie van Beeldende Kunsten te Den Haag.

## Biografie
Van der Noord studeerde van 1979 tot 1983 aan de Academie voor Beeldende Kunsten Sint-Joost in Breda. Hij werkte nadien in Nederland en Hongarije.
In 1985 werd Van der Noord docent aan de Koninklijke Academie van Beeldende Kunsten te Den Haag.
Zijn fotografie vertoont verwantschap met de zogenaamde geënsceneerde fotografie zoals van de Nederlandse fotografen Rommert Boonstra, Henk Tas en Gerald van der Kaap.
De fotografie van Van der Noord onderscheidt zich van deze stroming in de Nederlandse fotografie en deze fotografen door het introverte, contemplatieve karakter en het onderwerp van zijn werk, dat zich richt op natuur en landschap.
De eerste grote overzichtstentoonstelling van zijn werk was in 1984 te zien in de Gentse galerie voor fotografie XYZ van Carl De Keyzer, Dirk Braeckman en Marc Van Roy. Naar aanleiding van een expositie in Galerie perspectief in Rotterdam hetzelfde jaar verscheen een eerste langer interview in de Volkskrant.

## Tentoonstellingen
- 1983. Fotografie in Nederland. SBK Kunstuitleen, Amsterdam.[3]
- 1984. Gallery Ton Peek, Utrecht, 1984[4][5][6]
- 1984. Het stilleven in de fotografie, Lijnbaancentrum Rotterdam.[7]
- 1984. Galerie perspectief, Rotterdam.[2]
- 1984. Gallery XYZ, Gent, België.
- 1985. Rommert Boonstra en Ruurd van der Noord, Galerie perspectief, Rotterdam. Duo-expositie met Rommert Boonstra.[8]
- 1985. Galeria Spectrum, Zaragoza, Spanje.
- 1985. Gallery Portfolio, Antwerpen, België.
- 1986, 1990. Studio 666, Parijs

## Publicaties
- Perspektief no 15, Rotterdam, 1983.
- Undercut no 9, Londen, 1983
- XYZ Fotografie no 7, Gent, België, 1984
- Fotobiënale Enschede (catalogus), Enschede, 1984
- Het Stilleven in de Fotografie (catalogus), Rotterdam, 1984
- De illusie als werkelijkheid (catalogus), Oirschot, 1985
- Image Nueva 85, Zaragoza, Spanje, 1985
- Biënale International pour la Photographie, Metz, Frankrijk, 1986
- A Priori Fotografie (catalogus), Amsterdam, 1986
- 7 Jonge Kunstenaars (catalogus), Amsterdam, 1986
- Kunstforum Band 84, Keulen, Duitsland, 1986
- 6 Années du 666, Editions Studio 666, Parijs, Frankrijk, 1986
- Rijksaankopen 1985, Rijksdienst Beeldende Kunst, Den Haag 1985
- European Photography no 31, Göttingen, Duitsland, 1987
- Stipendia ’87, Amsterdam, 1987
- Bildgebende Fotografie, G. Jager, Dumont, Keulen, Duitsland, 1988
- Pose 1, Polysemisch Instituut, ’s Hertogenbosch, 1988
- Brabant Biënale 1989, Van Abbemuseum, Eindhoven, 1989
- Pose 3, Polysemisch Instituut, ’s Hertogenbosch, 1989
- Zes Nederlandse Fotografen, Gele Zaal, Gent, België, 1990
- Een toekomst in de fotografie (catalogus), Eindhoven, 1993

## Openbare collecties
- Polaroid International Collection, Offenbach, Duitsland
- Bibliothèque nationale de France, Parijs, Frankrijk
- Dienst voor Esthetische Vormgeving PTT, Den Haag
- Rijksdienst Beeldende Kunst, Amsterdam
- Frac Lorrain, Metz, Frankrijk
- Museum Den Tempel, Sittard
- Stads collectie, Breda
- Deutsche Leasing Collection, Bad Homburg v.d. Hohe, Duitsland